# فرودگاه بین‌المللی ژنرال ایگناسیو پسکویرا گارسیا
فرودگاه بین‌المللی ژنرال ایگناسیو پسکویرا گارسیا (به اسپانیایی: Aeropuerto Internacional de Hermosillo Gral. Ignacio Pesqueira García) یک فرودگاه نظامی و همگانی مسافربری با کد یاتا HMO است که یک باند فرود آسفالت دارد و طول باند آن ۲۳۰۰ متر است. این فرودگاه در کشور مکزیک قرار دارد و در ارتفاع ۱۹۱ متری از سطح دریا واقع شده‌است.

## شرکت‌های هواپیمایی و مقصدهای پروازی

### مسافری
| شرکت‌های هواپیمایی       | مقصدهای پروازی |
| ----------------------- | --- |
| Aeromar                 | بچیگوایلاتو، دن میگوئل هیدالگو وای کوستیا |
| آئرومکزیکو              | مکزیکو سیتی |
| آئرومکزیکو کانکت        | مکزیکو سیتی، ژنرال ماریانو اسکبیدو |
| Aéreo Servicio Guerrero | ژنرال خوزه ماریا یانز، گوئررو نگرو، مار دکورتس |
| امریکن ایگل             | فینکس اسکای هاربر |
| Calafia Airlines        | سیوداد اوبرگون، ژنرال خوزه ماریا یانز، گوئررو نگرو، منیول مارکوز دلیون                                                                                           |
| Interjet                | دن میگوئل هیدالگو وای کوستیا، مکزیکو سیتی |
| TAR                     | ژنرال روبرتو فیرو ویلالوبوس، آبراهام گونزالس، بچیگوایلاتو، منیول مارکوز دلیون، ژنرال رودلفو سانچز تابوادا (آغاز از ۱۱ سپتامبر ۲۰۱۷), کوئره‌تارو، فرنسیسکو سارابیا |
| ویواآئروبوس             | دن میگوئل هیدالگو وای کوستیا، ژنرال ماریانو اسکبیدو |
| Volaris                 | دن میگوئل هیدالگو وای کوستیا، مکزیکو سیتی، ژنرال ماریانو اسکبیدو، تیخوانا فصلی: فینکس اسکای هاربر                                                                |

### باری
| شرکت‌های هواپیمایی | مقصدهای پروازی                        |
| ----------------- | ------------------------------------- |
| Ameriflight       | ال پاسو، فینکس اسکای هاربر            |
| دی‌اچ‌ال اوییشن     | فینکس اسکای هاربر                     |
| Estafeta          | مکزیکو سیتی، پونچیانو آریاگا، تیخوانا |